# 본 레거시
본 레거시(The Bourne Legacy)는 에릭 밴 러스트베이더의 첩보 소설로, 2004년에 발매되었다. 이 소설을 바탕으로 한 동명의 영화가 2012년 개봉하였다.